# Metropolia Indianapolis

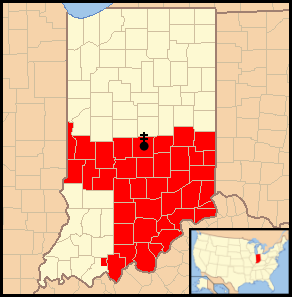
Metropolia Indianapolis

Metropolia Indianapolis – metropolia Kościoła rzymskokatolickiego obejmująca w całości stan Indiana w Stanach Zjednoczonych.
Katedrą metropolitarną jest katedra Świętych Piotra i Pawła w Indianapolis.

## Podział administracyjny
Metropolia częścią regionu VII (IL, IN, WI)
- Archidiecezja Indianapolis
- Diecezja Evansville
- Diecezja Fort Wayne-South Bend
- Diecezja Gary
- Diecezja Lafayette w Indianie

## Metropolici
- Joseph Ritter (1944–1946)
- Paul Clarence Schulte (1946–1970)
- George Joseph Biskup (1970–1979)
- Edward Thomas O'Meara (1979–1992)
- Daniel Buechlein OSB (1992–2011)
- Joseph Tobin CSsR (2012–2016)
- Charles Thompson (od 2017)